# Макарій Магнезійський
Макарій Магнезійський (грецьк. Μακάριος Μάγνης) — автор апології проти філософа-неоплатоніста початку четвертого століття, що міститься в рукописі XV століття, знайденому в Афінах у 1867 році за редакцією К. Блонделя (Париж, 1876). Ця робота (називається Ἀποκριτικός πρὸς Ἕλληνας грецькою мовою; Апокрит на латині) у своїй догматиці узгоджується з Григорієм Ніським і є цінним через численні уривки з творів противника Макарія. Ці фрагменти, очевидно, взяті з «Загубленого проти християн Порфирія» або з «Любителя правди» Ієрокла.
Це може бути Макарій, єпископ Магнезії, який на синоді в Оаці в 403 році висунув звинувачення проти Геракліда, єпископа Ефеського, друга Івана Золотоуста, хоча Адольф Гарнак датував його наприкінці ІІІ століття.
Як і Макарія Молодшого, цього Макарія часто плутають з Макарієм Єгипетським.

## Зовнішні посилання
- Апокритик [Архівовано 25 січня 2021 у Wayback Machine.] у перекладі Т. В. Крафера